# Текникури университети
«Текникури университети» (груз. ტექნიკური უნივერსიტეტი, «Технический университет») — промежуточная станция Тбилисского метрополитена. Расположена на Сабурталинской линии в Тбилиси.

## История и происхождение названия
Открыта 15 сентября 1979 года в составе пускового участка Сабурталинской линии «Садгурис моедани-2» — «Делиси». До 2011 года называлась «Политекникури» (груз. პოლიტექნიკური), по прежнему названию вуза.
Одна из двух первых односводчатых станций глубокого заложения в Тбилисском метро.

## Оформление станции
Стены станции украшены горельефными изображениями на мозаичном фоне.
Фигуры людей представляют собой аллегорические изображения различных видов искусства, науки и спорта. Станция имеет вход с двух сторон.

## Вестибюли и пересадки
У этой станции есть два входа, один к проспекту Пекина и второй от улицы Мераба Костава. Рядом с метро расположены Грузинский технический университет, отдел статистики Грузии, Спортивный дворец и отель Holiday Inn Tbilisi.

## Галерея

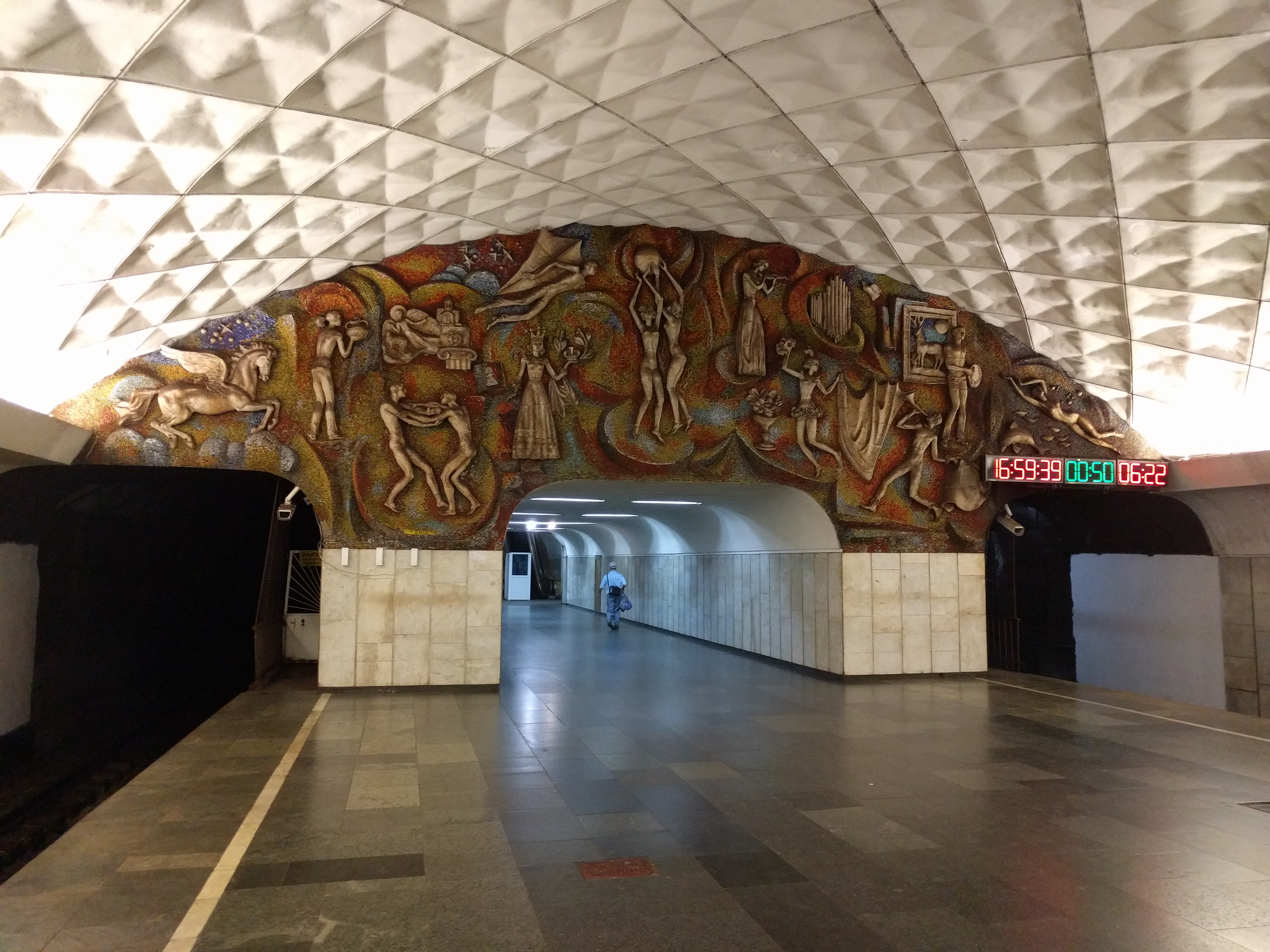
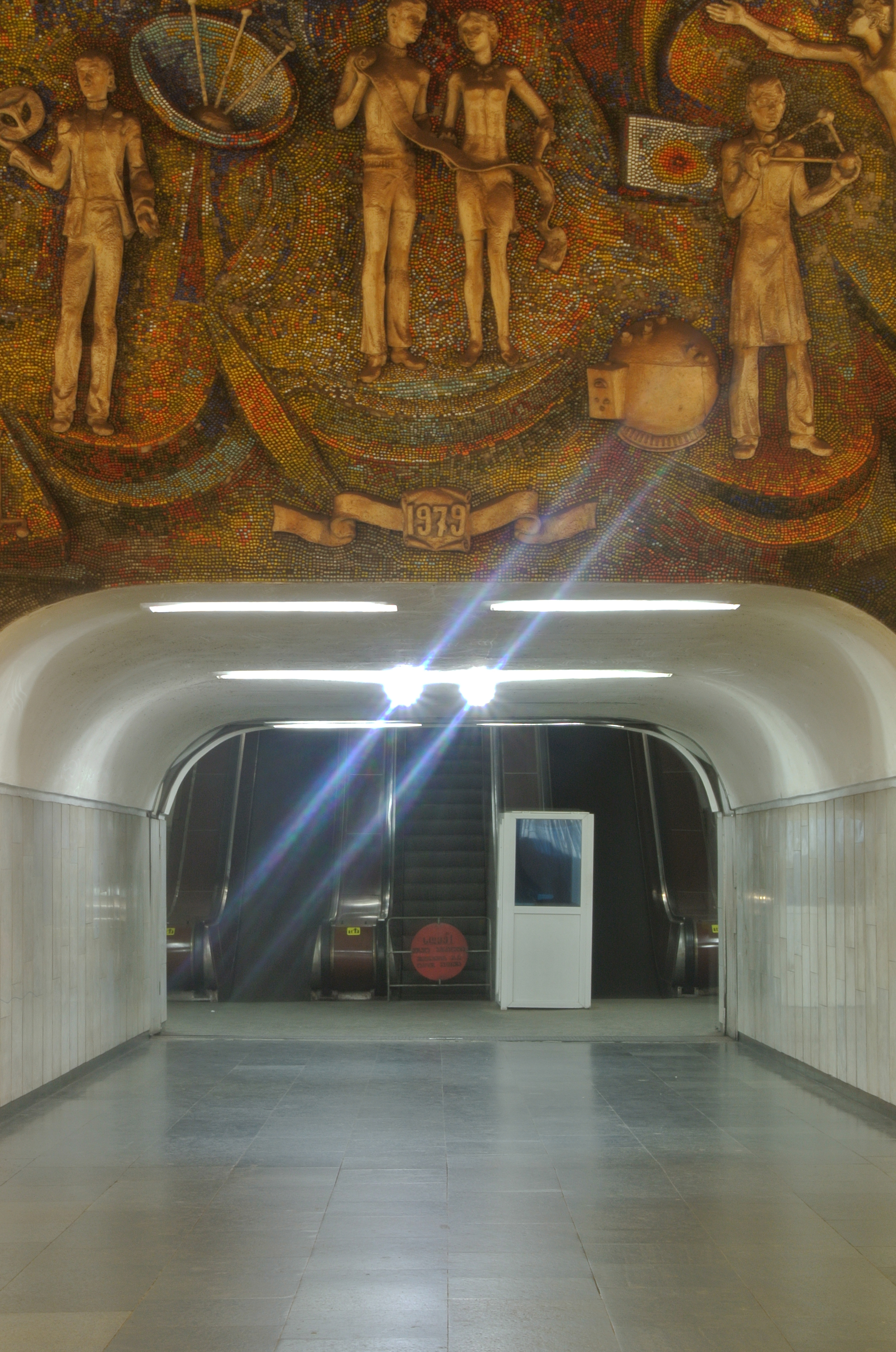